# Бєляєв Іван Степанович
Іван Степанович Бєляєв (26 листопада 1907, село Воробйово (Толмачі) Вишневолоцького повіту Тверської губернії, тепер Лихославльського району Тверської області, Російська Федерація — 22 березня 1967, місто Сортавала, тепер Карелія, Російська Федерація) — радянський діяч, голова Ради міністрів Карельської АРСР. Кандидат педагогічних наук (1949). Депутат Верховної Ради СРСР 2-го, 4—7-го скликань.

## Біографія
Народився в селянській родині. Закінчив школу в Лихославлі Тверської губернії.
У 1930 році закінчив Тверський вчительський (педагогічний) інститут.
У 1930—1934 роках — вчитель російської мови в школі другого ступеня міста Петрозаводська; інспектор-методист Народного комісаріату освіти Автономної Карельської РСР.
У 1934—1941 роках — завідувач навчальної частини і викладач російської мови та літератури Петрозаводського педагогічного технікуму (училища) № 1.
У 1941—1942 роках — начальник шкільного управління Народного комісаріату освіти Карело-Фінської РСР.
У 1942—1944 роках — заступник народного комісара освіти Карело-Фінської РСР.
Член ВКП(б) з 1944 року.
У 1944—1951 роках — народний комісар (з 1946 року — міністр) освіти Карело-Фінської РСР.
У 1949 році захистив дисертацію на здобуття звання кандидата педагогічних наук на тему «Викладання російської мови в національних школах».
У 1951—1953 роках — заступник голови Ради міністрів Карело-Фінської РСР.
У 1953—1955 роках — 1-й заступник голови Ради міністрів Карело-Фінської РСР. У 1955 — 20 серпня 1956 року — 1-й заступник голови Ради міністрів Карело-Фінської РСР та міністр закордонних справ Карело-Фінської РСР.
20 серпня 1956 — 22 березня 1967 року — голова Ради міністрів Карельської АРСР.
Раптово помер 22 березня 1967 року, перебуваючи у службовому відрядженні в місті Сортавала. Похований на Сулажгорському цвинтарі Петрозаводська.

## Нагороди
- два ордени Леніна
- орден Трудового Червоного Прапора
- медаль «За трудову доблесть»
- медалі
- Заслужений учитель школи Карело-Фінської РСР